# Zhu Yangzhu
Zhu Yangzhu (Chinees: 朱杨柱, hanyu pinyin: Zhū Yángzhù) (Pei County, september 1986) is een Chinees ruimtevaarder. Hij werd in 2020 geselecteerd om astronaut te worden.
Yangzhu's enige missie was Shenzhou 16 die op 30 mei 2023 werd gelanceerd met een Lange Mars 2F-draagraket. Hij werd in juni 2022 geselecteerd voor deze missie. Het was de vijfde bemande vlucht naar het nieuwste Chinees ruimtestation Tiangong. Deze vlucht was onderdeel van het Shenzhouprogramma.